# ロータス・86
ロータス・86 (Lotus 86) とは、チーム・ロータスが設計・製造したフォーミュラ1カーである。実戦に登場することはなかったが、ツインシャーシとして知られるロータス・88のテストカーである。独特の構造をしたツインシャーシの問題点の洗い流しに使用された。